# Matsu (cacciatorpediniere)
Il Matsu (松? lett. "Pino") è stato un cacciatorpediniere della Marina imperiale giapponese, prima ed eponima unità della stessa classe. Fu varato nel febbraio 1944 dall'arsenale di Maizuru.
In esercitazione ben dentro l'estate 1944, fu frettolosamente assegnato alla 43ª Divisione e incaricato di contribuire alla protezione dei convogli che salpavano da Yokosuka per le isole Ogasawara, difesa avanzata delle coste nipponiche. Il 4 agosto, dopo aver compiuto una missione di questo genere, si ritrovò sotto il fuoco di un forte gruppo navale di superficie americano a nord-ovest di Chichi-jima e accettò lo scontro per consentire la fuga del convoglio; devastato da numerosi colpi giunti a segno, affondò quella sera con quasi tutto l'equipaggio e il comandante.

## Caratteristiche
Il Matsu presentava una lunghezza fuori tutto di 100 metri, una larghezza massima di 9,35 metri e un pescaggio di 3,30 metri; il dislocamento a pieno carico ammontava a 1 676 tonnellate. L'apparato motore era formato da due caldaie Kampon, due turbine a ingranaggi a vapore Kampon, due alberi motore con elica: erano erogati 19 000 shp, sufficienti per una velocità massima di 27,75 nodi (52,73 km/h); l'autonomia massima era di 4 680 miglia nautiche a 16 nodi (circa 8 667 chilometri a 30,4 km/h). L'armamento era articolato su tre cannoni Type 89 da 127 mm L/40 in due affusti pressoché scoperti; quattro tubi lanciasiluri da 610 mm raggruppati in un impianto Type 92 e senza ricarica; venti cannoni automatici Type 96 da 25 mm L/60 e due lanciatori Type 94 per bombe di profondità (36 a bordo). Infine erano stati forniti un sonar Type 93 e un radar Type 22. All'entrata in servizio l'equipaggio era formato da 210 uomini.

## Servizio operativo
Il cacciatorpediniere Matsu fu ordinato nell'anno fiscale edito dal governo giapponese nel 1944. La sua chiglia fu impostata nel cantiere navale dell'arsenale di Maizuru l'8 agosto 1943 e il varo avvenne il 3 febbraio 1944; fu completato il 28 aprile seguente e il comando fu affidato al capitano di corvetta Tsuneo Yonei. Fu immediatamente assegnato all'11ª Squadriglia cacciatorpediniere, dipendente dalla Flotta Combinata e demandata all'addestramento delle nuove unità in tempo di guerra.
Dopo aver speso il mese di maggio in messa a punto, esercitazioni e addestramenti tra Kure, la baia di Hashirajima e Yashima, si fermò il 1º giugno nei cantieri di Kure per una revisione finale; nell'occasione il comandante Yonei cedette il posto al capitano di corvetta Gen Yoshinaga. Assegnato di base a Murozumimura, completò ancora qualche sessione di addestramento nel Mare interno di Seto prima di essere distaccato a Tokuyama e quindi a Yokosuka: il 19, sebbene ritenuto ancora non del tutto pronto, il Matsu fu urgentemente tolto all'11ª Squadriglia e riassegnato alla 2ª Unità di scorta, che si occupava di proteggere i convogli destinati alle strategiche isole Ogasawara. Dopo una prima missione, il 15 luglio giunse la formale assegnazione alla 43ª Divisione cacciatorpediniere con i gemelli Momo, Take, Ume (pur sempre alle dipendenze amministrative dell'11ª Squadriglia). Fu scelto quale nave ammiraglia dal contrammiraglio Ichimatsu Takahashi, comandante della 2ª Unità navale di scorta, per una missione di difesa a un convoglio di sette mercantili incaricato di portare munizioni e rifornimenti a Iwo Jima e Chichi-jima; la formazione contava il cacciatorpediniere Hatakaze, due kaibokan e poté contare sull'appoggio a distanza della portaerei Zuiho. Tuttavia proprio la presenza della portaerei, scoperta dagli statunitensi attraverso l'analisi del traffico radio giapponese, convinse la United States Fifth Fleet a distaccare tre portaerei con uno schermo di incrociatori e cacciatorpediniere per tentare di distruggere la Zuiho e colpire duramente le installazioni di Chichi-jima (azione che si inquadrava nella campagna delle Marianne allora in corso). Il 1º agosto il Matsu e il resto del convoglio arrivarono a Chichi-jima, prima di salpare in fretta il 4 per evitare un annunciato raid aereo; le navi giapponesi furono comunque localizzate a 15 miglia a nord-ovest dell'isola e investite da uno stormo di velivoli imbarcati, che distrusse tutti i mercantili tranne uno. In serata incapparono in una squadra americana in arrivo da sud-est e diretta, in realtà, a bombardare Chichi-jima. La 2ª Unità di scorta si trovò subito in una grave situazione, dato che le sue navi non avevano una velocità sufficiente a sfuggire allo scontro sfruttando il tramonto: il Matsu, la più rapida, poteva sviluppare solo 21 nodi a causa di alcuni danni ricevuti dagli apparecchi e per noie alle macchine.
Takahashi e il capitano Yoshinaga, dopo una rapida consultazione, decisero di dare battaglia per guadagnare tempo e consentire alle altre navi di ripiegare verso nord. Il combattimento cominciò alle 18:30 circa: il Matsu cercò di tagliare la "T" alle unità avversarie, prima di prendere per est alla massima velocità possibile; fu raggiunto comunque da alcuni colpi che inflissero danni importanti, mentre sembra che il fuoco di risposta non abbia ottenuto risultati. Dopo un'ora di inseguimento il contrammiraglio Laurence T. DuBose, che guidava la formazione statunitense, decise di distaccare la 100ª Divisione cacciatorpediniere per finire il Matsu e di riprendere una rotta nord allo scopo di distruggere le altre unità nipponiche in fuga. Il Matsu aveva rallentato a 15 nodi e aveva perso i cannoni di poppa, risultando una facile preda per l'USS Cogswell, l'USS Ingersoll e l'USS Knapp; rapidamente centrato da altri proietti, alle 19:58 si fermò in preda alle fiamme. Sprofondò di poppa tra le 20:30 e le 20:40 circa con pressoché tutto l'equipaggio, il capitano Yoshinaga e il contrammiraglio Takahashi 50 miglia a nord-ovest di Chichi-jima (27°40′N 141°48′E). Poco più tardi DuBose riuscì a rimontare e distruggere il mercantile, ma rinunciò a inseguire l'Hatakaze e gli altri vascelli. Qualche giorno dopo sei superstiti del Matsu furono presi prigionieri dagli statunitensi.
Il 10 ottobre 1944 il Matsu fu depennato dai registri della Marina imperiale.